# Poalé Tsiyyon
Poalé Tsiyyon (hebreu: פועלי ציון‎) (en català: Els treballadors de Sió), també escrit com a Poale Zion va ser un moviment sionista socialista, que es va originar en els cercles de treballadors russos a finals del segle xix, i que va donar origen als partits israelians Mapam, Mapai i, actualment, al Nou Moviment - Mérets i al Partit Laborista Israelià.

## Inici
Després del rebuig per part de la Federació Jueva de Treballadors (Bund) al sionisme en l'any 1901, els grups sionistes socialistes de Rússia van fundar el moviment Poalé Tsiyyon, (Obrers de Zion). Aquest moviment mundial es va expressar a través de diferents partits polítics a cada país, amb el comú denominador de la visió socialista però amb serioses divergències pel que fa a la visió marxista, que van acabar d'expressar en la divisió en la dècada del 1920.
Als Estats Units es va fundar el partit el 1903 i altres partits es van fundar entre 1904 i 1907 a Àustria, Canadà, Anglaterra, Palestina, Argentina i Romania. El 1910 a Bulgària.
Al març del 1906, a Poltava, Ucraïna, sota la direcció de Dov Ber Borokhov, es va fundar el partit Poalé Tsiyyon Rus. El seu nom era Partit Socialista Democràtic dels Treballadors Jueus. La seva plataforma reflecteix la visió marxista de la història de Borojov, amb la seva visió del rol de la identitat nacional com a factor en el desenvolupament. El segon congrés va tenir lloc l'agost de 1907 a Cracòvia, on va ser aprovat el seu programa sionista.
A Palestina, encara sota l'Imperi Otomà, els seus membres van fundar el 1907 el ha-Xomer, l'organització d'autodefensa que va donar lloc el 1920 a la Haganà.
Els seus representants van participar en els congressos mundials sionistes des de l'inici i la seva federació mundial va ser reconeguda per l'Organització Sionista Mundial. El primer congrés mundial va tenir lloc a La Haia el 1907. El segon a Cracòvia el 1909. El tercer el 1911 a Viena.

## Divisió
En l'any 1917 es va realitzar el congrés de la branca russa del partit amb la participació de Borokhov. La secció del partit en l'Imperi Rus va donar suport a la Revolució d'Octubre, i a la creació de la Tercera Internacional.
Aquests fets van portar a la divisió del partit, ja que la seva branca socialdemòcrata va continuar amb la seva adhesió a la Segona Internacional, aquesta facció es veuria posteriorment representada en la política israeliana a través del partit Mapai, del Primer Ministre d'Israel, David Ben-Gurion.
El Mapai va ser el partit que va fer possible la creació de l'Estat d'Israel en l'any 1948, amb una majoria de les tres quartes parts de la primera Kenésset (cambra de diputats).
En el Mandat Britànic de Palestina el partit es va dividir en dues faccions; una facció va donar origen al Partit Comunista d'Israel en l'any 1947, i una altra facció va donar origen al partit polític Mapam i es va fusionar amb el moviment Hashomer Hatzair, un grup juvenil que va fundar diversos quibuts arreu del país.

## Actualitat
Actualment el Partit Laborista Israelià és successor del Mapai, mentre que el Mapai forma part del Nou Moviment - Mérets. El Moviment juvenil sionista Hashomer Hatzair continua funcionant.